# Sinaguri
Sinaguri (en georgiano: სინაგური) o Sinagur (en osetio: Синагур) es una aldea que pertenece a la parcialmente reconocida República de Osetia del Sur, parte del distrito de Dzau, aunque de iure pertenece al municipio de Sachjere de la región de Imericia de Georgia.

## Geografía
A partir de 2016, uno de los cuatro puntos de cruce de la frontera entre Georgia y Osetia del Sur opera en Sinaguri, pero sólo se permite el paso a los residentes locales que figuran en una lista especial. 

## Historia
La composición étnica siempre ha sido mixta: osetios y georgianos-imericios. En los últimos años de la Unión Soviética, toda la infraestructura quedó en mal estado. Hasta 1991 formó parte del distrito de Yava y fue el centro del consejo del pueblo, transferido posteriormente al municipio de Sachjere.
Durante la guerra ruso-georgiana de 2008, el pueblo fue ocupado por tropas rusas.
En 2013, por primera vez en 30 años, se reparó la carretera que conecta el pueblo con el resto de Osetia del SUr. En la primavera de 2014, el presidente de Osetia del Sur, Leonid Tibílov, y algunos funcionarios del gobierno visitaron el pueblo de Tedeleti en una visita oficial. Esta visita de las autoridades regionales se realizó por primera vez en los últimos 30 años

## Demografía
La evolución demográfica de Sinaguri entre 1939 y 2015 fue la siguiente:
| 98                                                       | 164 | 204 | 165 | 36 | 143 |
| (Fuente: Population of South Ossetia since Soviet times) |     |     |     |    |     |

Según el censo soviético de 1970, la mayoría de la población eran osetios; en el de 1989, el 53% de la población eran georgianos y el 45%, osetios.